# Ligne 110 (chemin de fer slovaque)
Pour les articles homonymes, voir Ligne 110.
La ligne 110 des chemins de fer slovaques (slovaque : Železničná trať číslo 110), également dénommée ligne de Bratislava à Kúty – Břeclav (SŽ) (slovaque : Železničná trať Bratislava – Kúty – Břeclav (SŽ)), relie Bratislava à Břeclav en République tchèque. Il s'agit d'une ligne électrifiée en 25 kV 50 Hz, à double voie, faisant partie du corridor n°4 du Réseau transeuropéen de transport (RTE-T), reliant Dresde à Istanbul. Dans ce cadre, il est prévu d'adapter la ligne pour y faire circuler des trains jusqu'à 200 km/h.

## Histoire

### Construction
Si la ligne reliant Bratislava à la frontière autrichienne (puis Vienne) fut ouverte aux voyageurs dès 1848, ce n'est qu'en 1889 que les travaux de la ligne reliant cette dernière à Břeclav débutèrent. Une fois la construction terminée trois ans plus tard, elle fut également connectée à la ligne reliant directement Vienne à Břeclav, qui fut elle inaugurée dès 1839.
La ligne ouvrit partiellement à la circulation le 27 octobre 1891, mais ne rejoint Břeclav qu'en 1900, une fois le pont sur la Morava achevé. La ligne ne possédait à l'origine qu'une seule voie, qui fut entièrement doublée après la Première Guerre Mondiale. Elle fut par la suite électrifiée, l'exploitation commerciale utilisant la traction électrique débutant à partir du 7 novembre 1967.

### Modernisation
La modernisation de la ligne entre la Hongrie et la Tchéquie, via le territoire slovaque, permettrait de gagner environ 38 minutes de voyage entre les deux pays, selon une étude de 2015. Un appel d'offres fut ainsi publié le 27 janvier 2017 concernant la modernisation de l'ensemble de la ligne, de son débranchement de la ligne 100 jusqu'à la frontière tchèque, pour un montant de 305 millions d'euros et une durée de 38 mois. La signalisation européenne ETCS sera également déployée sur l'axe durant le chantier. Le pont frontalier sera lui totalement reconstruit, puisqu'ayant été fortement endommagé durant la Seconde Guerre Mondiale.